# Associação do Rosário Vivo
A Associação do Rosário Vivo foi fundada em 8 de dezembro de 1826 pela Beata Pauline-Marie Jaricot em Lyon, França. A associação foi formalmente aprovada pela Igreja Católica através de uma carta canônica em fevereiro de 1827. Os objetivos do Rosário Vivo eram dois; levar o povo da França a um estilo de vida em oração e distribuir literatura católica e artigos devocionais. A Associação do Rosário Vivo original declinou lentamente, no entanto, a tradição foi revivida de várias formas.

## História
Pauline Marie Jaricot nasceu em uma família católica muito piedosa em Lyon, França, em 22 de julho de 1799. Através do irmão, ela desenvolveu uma preocupação real pelas missões asiáticas. Em maio de 1822, Pauline fundou a Sociedade para a Propagação da Fé. Ela uniu os operários pobres em oração e recolhidos de cada um mensalmente, a módica quantia de um ' sous para apoiar o trabalho dos missionários católicos. Ela fundou a The Living Rosary Association em 1826, cresceu rapidamente na França e se espalhou para outros países durante a sua vida e por anos depois.

## Rosário Vivo hoje
- A Guilda do Rosário Vivo de Nossa Senhora e São Domingos é uma guilda de intercessão usando o rosário tradicional. Foi fundada na Inglaterra em outubro de 1905 pelo padre anglo-católico, reverendo SESerle. Nos primeiros anos, o Clã sofreu perseguição por suas práticas e foi proibido o uso de igrejas.[1] O Clã é anglicano, mas a associação é aberta a qualquer cristão. É um ministério dentro da Sociedade de Maria, uma sociedade devocional anglicana. Solicita-se aos membros que orem apenas uma década do rosário por dia com uma intenção especial. As folhas de intercessão com as intenções são distribuídas três vezes por ano.[2]
- O Rosário Vivo de Nossa Senhora de Walsingham foi estabelecido em 1962 pelos Guardiões da Santa Casa do Santuário de Nossa Senhora de Walsingham (Anglicana), como parte da Ordem de Nossa Senhora de Walsingham. Todos os dias o Rosário é rezado no Santuário às 18h. A Igreja do Santuário possui quinze altares, cada um dedicado ao Mistério do Rosário, sob o patrocínio de um santo em particular.[3]
- Em 1986, a Universal Living Rosary Association foi criada por Patti e Richard Melvin de Dickinson, Texas, que basearam a Associação no Petit Manual de Jaricot da Living Rosary Association. A Associação reavivou a prática de organizar 15 pessoas para cada uma rezar uma das 15 décadas do Rosário.[4]
- Uma interpretação adicional do Rosário Vivo envolve várias pessoas orando juntas e cada indivíduo representando uma conta. Essa abordagem às vezes é usada nas paróquias. Nas escolas, aulas separadas podem levar a cada dezena.[5][6]